# إريك ماير (عالم حاسوب)
إريك ماير (بالهولندية: Erik Meijer)‏ هو عالم حاسوب هولندي، ولد في 18 أبريل 1963 في كوراساو في مملكة هولندا.